# L'Aîné des Ferchaux (téléfilm)
Pour les articles homonymes, voir L'Aîné des Ferchaux (homonymie).
L'Aîné des Ferchaux est un téléfilm français en deux parties de Bernard Stora, diffusé en 2001 sur TF1. C'est une adaptation par Bernard Stora du roman du même nom de Georges Simenon paru en 1945.

## Synopsis
Ferchaux, un riche et puissant entrepreneur, s'apprête à signer un énorme contrat pour la construction d'un barrage en Afrique lorsqu'il devient la cible d'une juge d'instruction convaincue de son implication dans un scandale politico-financier. Pour obtenir les aveux de Ferchaux, elle jette le frère et associé de celui-ci en prison. Très attaché à Gilles qu'il a toujours protégé, Ferchaux se bat pour obtenir sa libération. Il bénéficie de l’aide de Maud Lerner, maîtresse d'un ministre en poste et s'attache les services de Mike Maudet, un jeune homme ambitieux et résolu. D'abord chauffeur, puis secrétaire particulier de Ferchaux, celui-ci reconnaît en lui les élans passionnés et les appétits de sa propre jeunesse. Bientôt Ferchaux comprend que sa chute est commandée par ceux-là mêmes qui pendant des années ont profité du système de détournement de fonds qu'il avait mis en place. Le monde change, le temps des Ferchaux est passé. Il faut fuir.
Ferchaux passe en Espagne, entraînant avec lui Mike et la petite amie de celui-ci, Lina. Réfugié un temps à Barcelone, Ferchaux continue de se battre, mais en vain. Son empire s'écroule, Maud est arrêtée. Ferchaux quitte l'Europe pour l'Amérique du Sud, suivi par Mike qui, au passage, abandonne froidement Lina, sa petite amie.
Un an passe. Dans une hacienda perdue au milieu de la forêt tropicale, Ferchaux vit chichement avec Mike de l'argent emporté d'Espagne, tout en faisant miroiter au jeune homme l'existence d'une forte somme déposée dans un coffre à Antigua, coffre dont il conserve la clé sur lui. Mike supporte mal cette existence confinée et voit s’éloigner chaque jour un peu plus ses rêves de réussite. Il perd peu à peu confiance dans cet homme vieillissant et geignard qui passe ses journées à lui dicter un livre de mémoires que personne ne lira jamais et à construire un dérisoire barrage sur une rivière asséchée.
Jusqu'au jour où Mike retrouve Maud Lerner, qui débarque d'un navire de croisière et dont il est secrètement amoureux. Maud a changé. Son implication dans les affaires de Ferchaux lui ont valu six mois d’incarcération qui l'ont durement marquée. Apprenant fortuitement son arrivée, Ferchaux, persuadé qu'elle est venue pour se venger de lui, craint qu'elle ne lui enlève Mike, le condamnant à la solitude et à la déchéance. Effectivement, Maud est attirée par Mike dont l'amour ardent et naïf l'émeut. Elle s'offre à lui, une nuit. Mike, sans fortune et sans avenir, sait bien pourtant qu’elle est hors de portée. Il décide alors d'assassiner Ferchaux pour s'emparer de la clé du fameux coffre d'Antigua. Mais n'est-ce pas ce qu'avait prévu Ferchaux, programmant cyniquement sa propre mort et celle de son protégé ?

## Fiche technique
- Production : GMT Productions / KirchMedia / Telecinco / TF1
- Produit par Jean-Pierre Guérin
- Réalisation : Bernard Stora
- Scénario et dialogues : Bernard Stora d'après le roman L'Aîné des Ferchaux de Georges Simenon
- Musique originale : Luis Bacalov
- Image : Gérard De Battista
- Montage : Jacques Comets
- Décors : Jean-Pierre Bazerolle
- Costumes : Catherine Gorne
- Son : Georges Prat
- Mixage : Stéphane Thiebaut
- 1er assistant-réalisateur : Badreddine Mokrani
- Scripte : Laurence Lemaire
- Directrice littéraire : Sonia Moyersoen
- Directeur de production : Philippe Delest
- Producteur exécutif : Christophe Valette
- Période de tournage: novembre et décembre 2000 [1]
- Dates de première diffusion : 
  -  France : 17 septembre 2001 (première partie) et 24 septembre 2001 (seconde partie) sur TF1
- Pays :  France
- Genre : Drame

## Distribution
- Jean-Paul Belmondo : Paul Ferchaux
- Samy Naceri : Mike Maudet
- Sílvia Munt : Maud Lerner
- Julie Depardieu : Lina
- Brigitte Rouan : Mireille Bosson
- Bernard Verley : Gilles Ferchaux
- Philippe Khorsand : Bob Fleury
- Pierre Vernier : compagnon Maud
- Daniel Russo : Franck
- Tishou : Louisa
- Yves Jacques : Maître Jacquin
- Christiane Muller : Jouette
- Claude Brosset : Victor
- Antoine Duléry : Andréani
- Jean-Chrétien Sibertin-Blanc : Rivière
- François Roy : Nossereau
- Thierry Gimenez : Policier
- Céline Samie : Marinette
- Arié El Maleh : Patron bar
- Wilfrid Bosch : Chef de cabinet
- Emile Abossolo M'Bo : Africain réception
- Jean Hache : Maître d'hôtel
- Thierry Nenez : Gardien prison
- Bernard Charnacé : Vendeur vêtements
- Laurent Berthet : Jef
- Charlotte des Georges : Fille Genève
- Groupe musical (Chez Jef) Banda Marcial sous la direction de par Alfred Naranjo

## Précédente adaptation au cinéma
En 1962, Jean-Pierre Melville a réalisé une adaptation cinématographique du roman, avec Charles Vanel dans le rôle de Ferchaux et Jean-Paul Belmondo dans celui de Maudet.
Dans cette nouvelle version, Jean-Paul Belmondo reprend le rôle de Charles Vanel, et Samy Naceri joue le personnage qui était celui de Belmondo.

## Diffusion et audience
Le premier épisode, diffusé le 17 septembre 2001 à 21 h 25 sur TF1, est arrivé en tête des audiences avec 8,563 millions de téléspectateurs et 45,9% de part de marché.
Le second épisode, diffusé une semaine plus tard, prend également la tête des audiences avec 7,136 millions de téléspectateurs et 30,7% de part de marché.